# Reg Harris
Reginald „Reg“ Hargreaves Harris (* 1. März 1920 in Birtle; † 22. Juni 1992 in Macclesfield) war ein britischer Bahnradsportler.

## Sportliche Laufbahn
Reg Harris war einer der besten Bahnradfahrer seiner Zeit. 1947 gewann er den Weltmeister-Titel im Sprint der Amateure, 1949 bis 1951 und 1954 der Profis und wurde 1956 Zweiter sowie 1953 Dritter. Bei den Olympischen Sommerspielen 1948 in London gewann er im Sprint sowie gemeinsam mit Alan Bannister im Tandemrennen die Silbermedaillen. Im Sprint ging er als Favorit an den Start, jedoch behinderte ihn eine kurz vor den Spielen erlittene Wirbelsäulenverletzung, so dass er den Titel dem Italiener Mario Ghella überlassen musste. Dreimal, 1946, 1951 und 1956, gewann Harris den Sprint-Klassiker Grand Prix de Paris. Den Grand Prix d’Anvers gewann er 1950. Dreimal war er im Grand Prix du Conseil municipal de la ville de Paris erfolgreich.
Insgesamt gewann er mehr als 40 Grand Prix für Sprinter. Zu den weiteren herausragenden Erfolgen zählen dabei:
- Grand Prix Kopenhagen 1949 und 1954 bis 1957,
- Grand Prix Aarhus 1954,
- Grand Prix Antwerpen 1950,
- Großer Preis von Deutschland 1957,
- Grand Prix Brüssel 1954 und 1955,
- Grand Prix London 1955 und 1957,
- Champions of the Champions-Trophy in London 1949 und 1955
- Grand Prix Amsterdam 1950, 1952 und 1956, sowie viele weitere.

Dennoch konnte er von seinen Einnahmen als Berufsfahrer nicht ganzjährig leben, wie er selbst in einem Artikel 1945 bekannte. Erst sein Sponsorvertrag mit der britischen Firma Raleigh verhalf ihm zu dieser Zeit zu einem Einkommen von umgerechnet ca. 60.000 DM. Im Zweiten Weltkrieg wurde Harris als Tankfahrer in Libyen schwer an den Augen verwundet, er musste mehrere Monate im Lazarett verbringen.
1957 trat er vom aktiven Sport zurück. Endgültig zur britischen Legende wurde er 1971, als er nach 14-jähriger Pause ein Comeback feierte und 1974 im Alter von 54 Jahren britischer Meister wurde. Harris wurde zu dem Comeback von dem Direktor der Firma Carlton Cycles überredet, der ihm dafür eine Prämie in Aussicht stellte.

## Ehrungen
Harris wurde zum Order of the British Empire berufen. Das frühere Reg Harris Stadium in Manchester war nach ihm benannt. Im Manchester Velodrome steht eine Skulptur von ihm. 1949 und 1959 wurde er Sportler des Jahres in Großbritannien.